# Österreichische Hundskamille
Die Österreichische Hundskamille (Cota austriaca; Synonym: Anthemis austriaca Jacq.) ist eine Pflanzenart aus der Gattung Cota innerhalb der Familie der Korbblütler (Asteraceae).

## Beschreibung

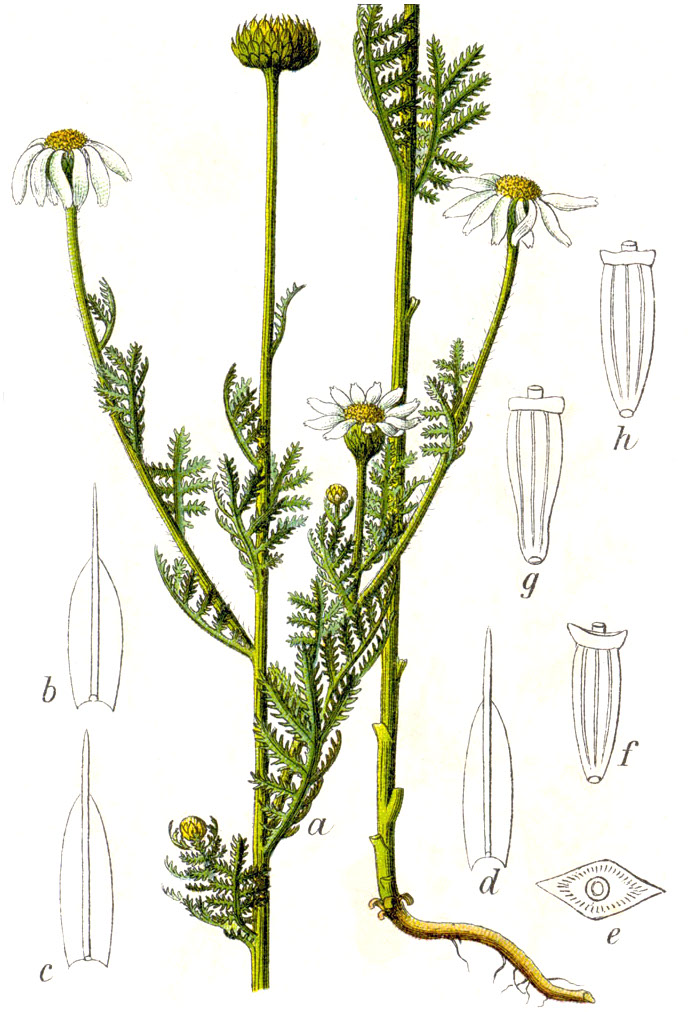
Illustration

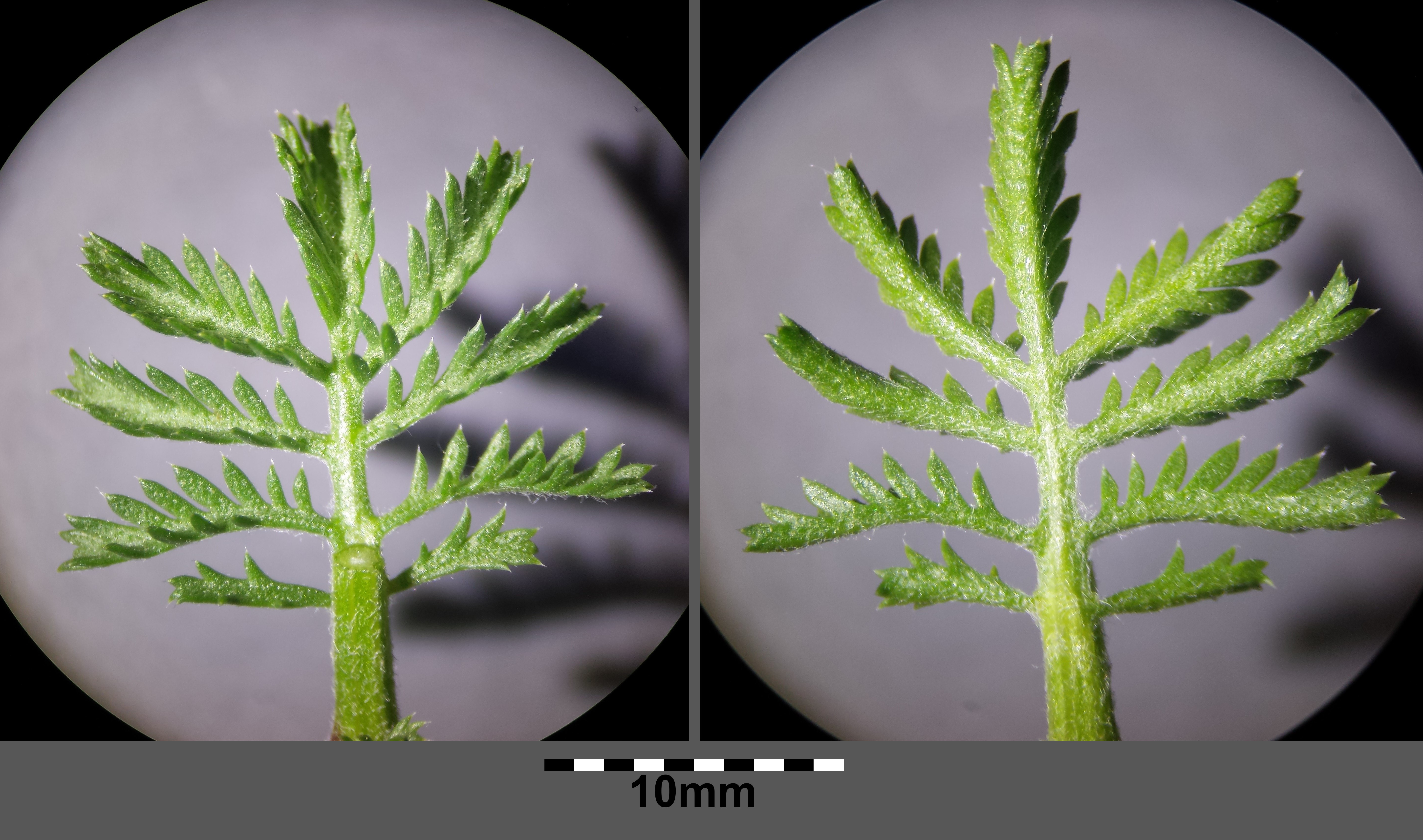
Die Laubblätter sind wollig behaart und auffallend regelmäßig kammförmig bis fiederschnittig.

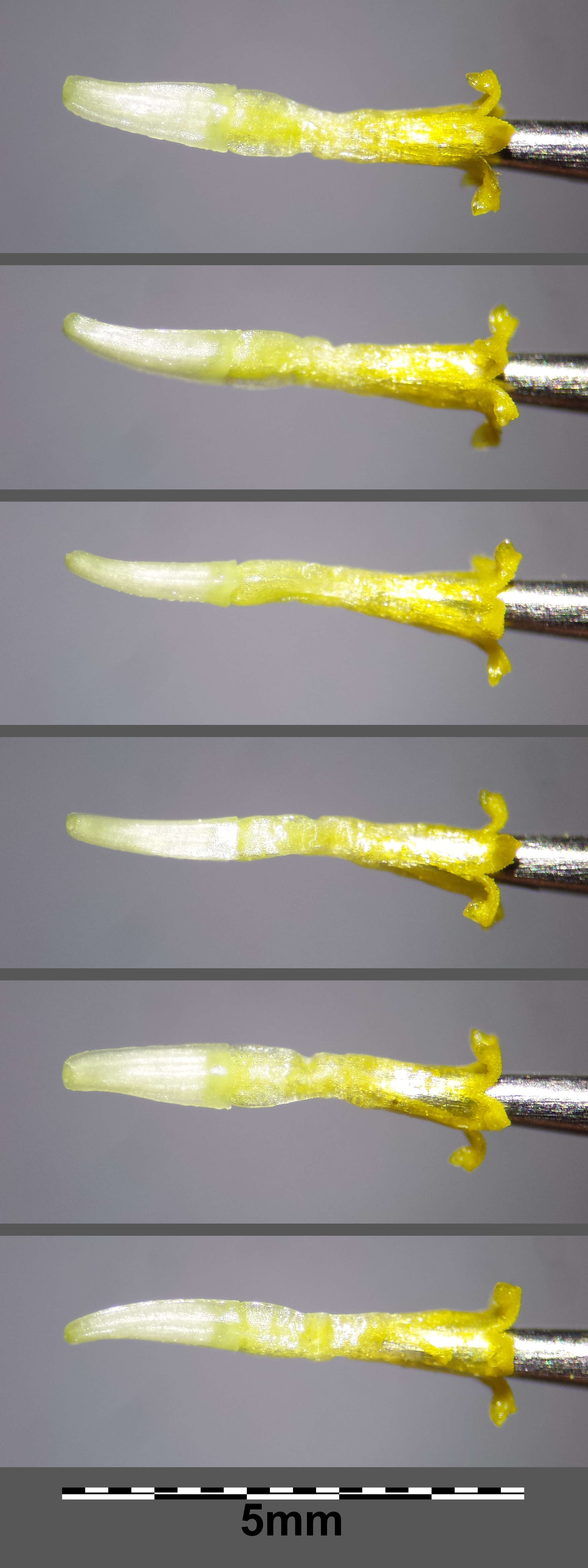
Röhrenblüte: die Frucht ist etwas zusammengedrückt, rhombisch und an den Seiten berandet.

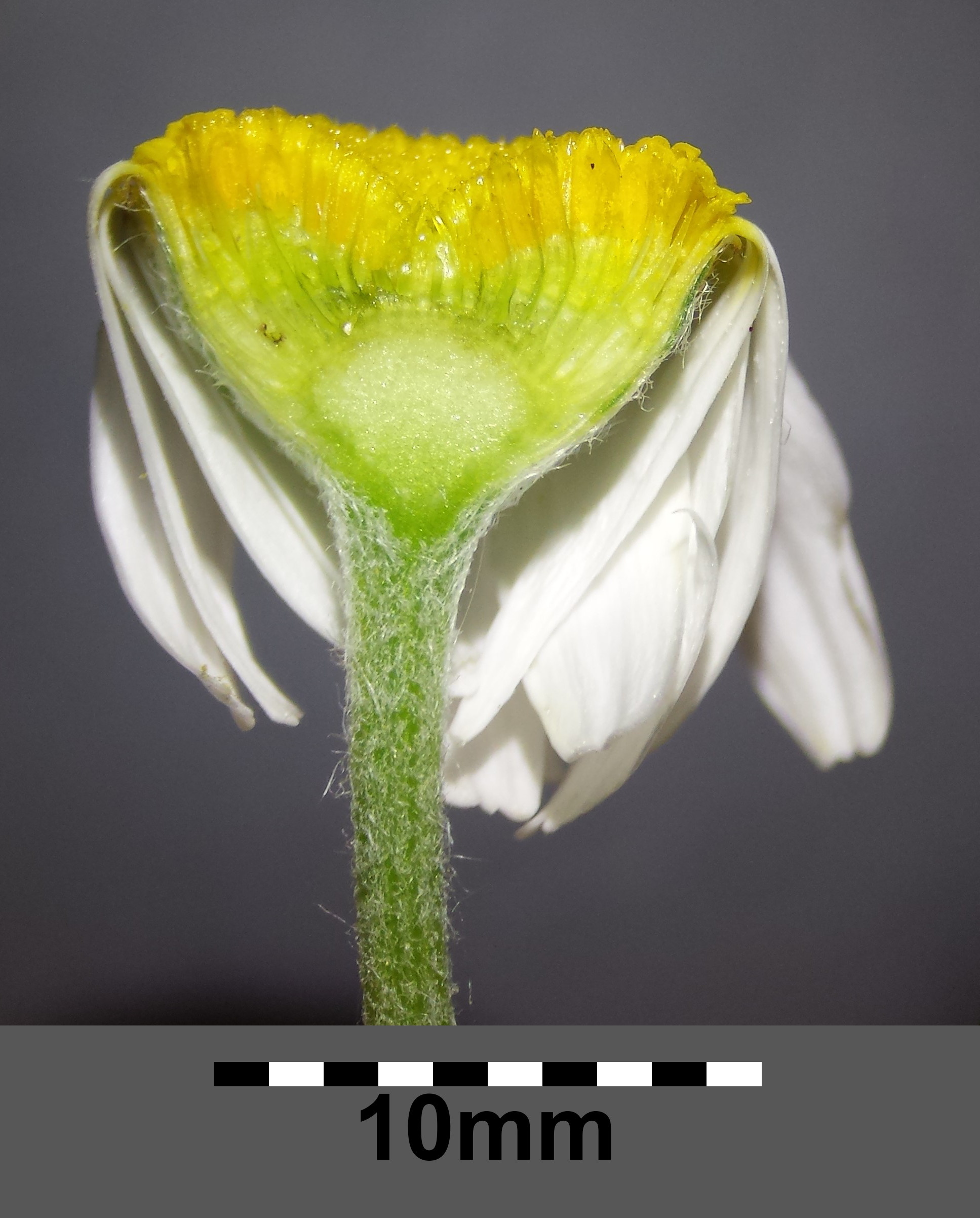
Der Korbboden ist halbkugelig gewölbt.

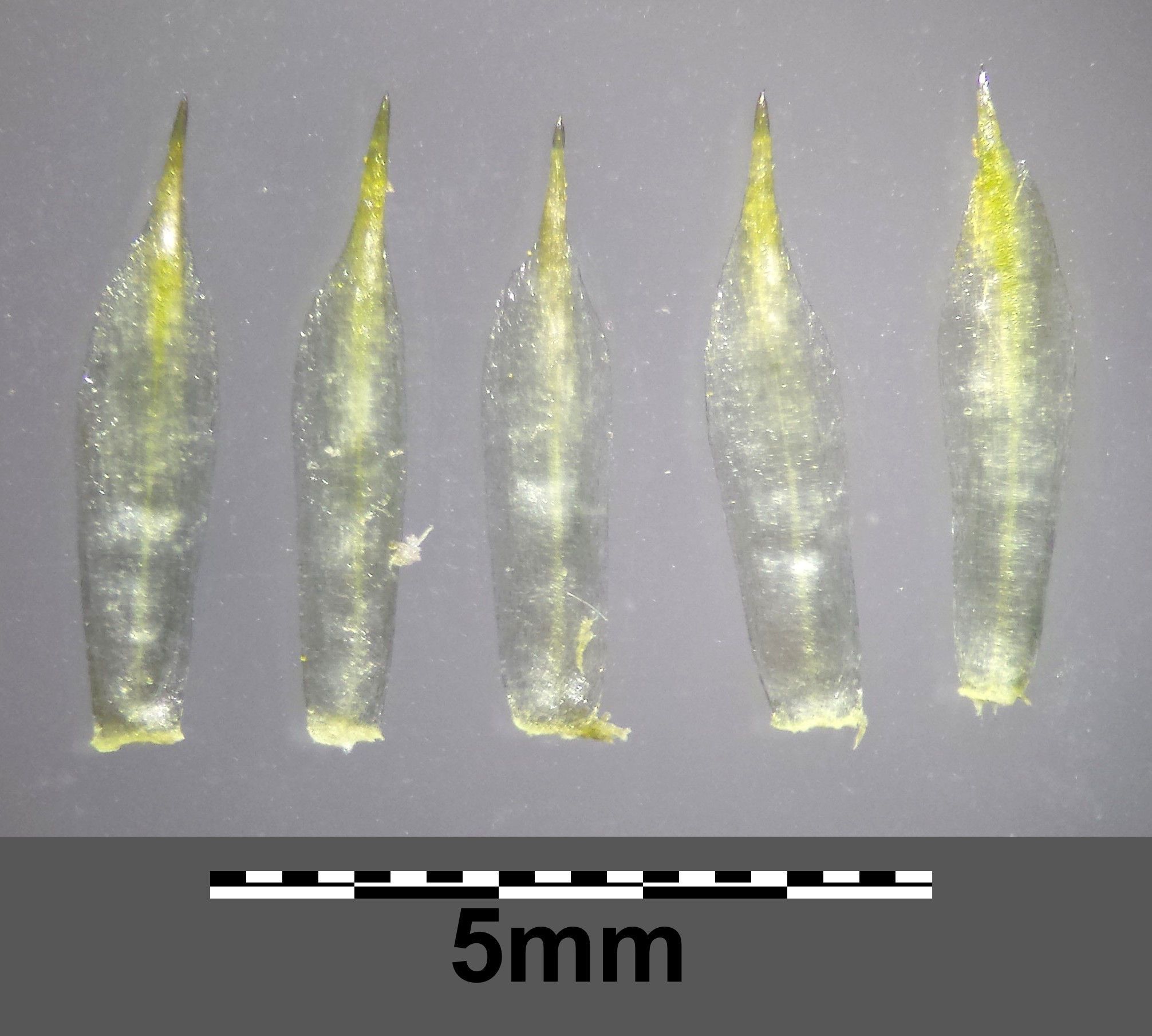
Die Spreublätter sind abrupt in eine scharfe Spitze verschmälert.

### Vegetative Merkmale
Die Österreichische Hundskamille ist eine ein- bis zweijährige, überwinternd grüne, krautige Pflanze, die Wuchshöhen von 20 bis 60 Zentimeter erreicht. Der Stängel ist reich verzweigt.
Die wollig behaarten Laubblätter sind zweifach fiederschnittig mit mehr oder weniger kammförmig angeordneten Endabschnitten.

### Generative Merkmale
Die Blütezeit erstreckt sich von Juli bis September. Die Korbstiele sind zur Fruchtzeit nicht verdickt. In einem zusammengesetzten Gesamtblütenstand stehen viele Körbe zusammen. Der Korbboden ist halbkugelig. Die Spreublätter sind lanzettlich mit starrer, kurzer Spitze. Der Blütenkorb enthält Zungen- und Röhrenblüten. Die Zungenblüten sind weiß.
Die Achänen sind glatt, deutlich zusammengedrückt, abgeflacht und vierkantig.
Die Chromosomenzahl beträgt 2n = 18.

## Vorkommen
Die Österreichische Hundskamille kommt im südlichen Osteuropa und östlichen Mittelmeerraum vor. Es gibt Fundortangaben für die Türkei, die Balkanhalbinsel, Rumänien, Österreich, Ungarn, Norditalien und Süddeutschland. Von dort werden die Diasporen immer wieder verschleppt. Die Pflanzen halten sich besonders entlang der Eisenbahnlinien und Hafenanlagen. In Deutschland dringt die Art entlang der Elbe und Donau und entlang des Rheins weiter nach Westen vor. In Sachsen, in der Pfalz, im Einzugsgebiet des Mains und in der südöstlichen Frankenalb findet man sie sehr selten, in Niederösterreich und dem Burgenland tritt sie zerstreut auf, sonst ist sie nur verschleppt und meist unbeständig. In der Schweiz findet man sie nur als Adventivpflanze. Zuweilen wird sie mit Getreidesaat und Rotkleesaat eingeschleppt.
Die Österreichische Hundskamille gedeiht meist auf sandig-steinigen, ziemlich trockenen, stickstoffreichen, kalkreichen Böden in sommerwarmen Lagen. Sie besiedelt Wegränder, Dämme, ortsnahes Ödland und Äcker. Sie kommt in Mitteleuropa in Pflanzengesellschaften der Secalietea-Klasse, des Sisymbrion- oder Onopordion-Verbands vor und ist im nördlichen Oberrheingebiet eine Charakterart des Papaveretum argemones aus dem Verband Aperion spicae-venti.

## Taxonomie
Die Erstveröffentlichung erfolgte 1778 unter dem Namen (Basionym) Anthemis austriaca durch Nikolaus Joseph von Jacquin in Fl. Austriac. Band 5, Seite 22, Tafel 444. Die Neukombination zu Cota austriaca (Jacq.) Sch. Bip. wurde 1854 durch Carl Heinrich Schultz in Oesterr. Bot. Wochenbl. Band 4, Seite 155 veröffentlicht.